# Europäisches Komitee zur Verhütung von Folter und unmenschlicher oder erniedrigender Behandlung oder Strafe
Das Europäische Komitee zur Verhütung von Folter und unmenschlicher oder erniedrigender Behandlung oder Strafe (CPT) (englisch Committee for the Prevention of Torture, CPT) ist eine Institution des Europarates, die 1989 ihre Arbeit aufnahm und ihren Sitz in Straßburg hat. Das CPT entsendet Delegationen von Experten in alle europäischen Länder, um zu prüfen, ob die Behandlung von Menschen in Haftanstalten, auf Polizeirevieren, in Abschiebehafteinrichtungen und psychiatrischen Kliniken europäischen Standards entspricht. Vor Ort wird nicht nur geprüft, ob es Hinweise auf Folter im engeren Sinne gibt, sondern auch ob „unmenschliche oder erniedrigende Behandlung oder Strafe“ Anwendung finden. Anschließend wird der entsprechenden Regierung ein Bericht übermittelt und, wenn nötig ein schriftlicher Dialog zur Verbesserung der Kritikpunkte eingeleitet.

## Grundlagen
- Die Mitglieder des Komitees sind unabhängige und unparteiische Experten aus verschiedenen Fachbereichen, z. B. Rechtsanwälte, Ärzte und Fachleute des Gefängnis- oder Polizeiwesens.
- Das Ministerkomitee des Europarates wählt für jeden Mitgliedsstaat ein Mitglied. Die Mitglieder sind unabhängig, d. h. sie repräsentieren nicht den Staat, für den sie gewählt worden sind. Darüber hinaus nehmen Mitglieder nicht an Besuchen in dem Staat teil, für den sie gewählt wurden.
- Die Amtszeit für die Präsidentschaft des CPT beträgt jeweils zwei Jahre.
- Das CPT legt auf eine möglichst wertfreie Zusammenarbeit mit den nationalen Behörden und möchte dabei die Rechte von Personen, denen die Freiheit entzogen ist, schützen.
- Die Feststellungen des Komitees, seine Berichte sowie die Antworten der Regierungen werden prinzipiell vertraulich behandelt. Dennoch wurden viele dieser Informationen zur Veröffentlichung frei gegeben.
- Das Sekretariat des CPT ist Teil des Europarates.[1]

## Einteilung
Die örtliche Zuständigkeit ist in Divisionen eingeteilt; diesen sind feste Staaten zugeteilt.
Division 1

• Albanien
• Belgien
• Deutschland
• Estland
• Frankreich
• Lettland
• Litauen
• Luxemburg
• Malta
• Norwegen
• Österreich
• San Marino
• Slowakei
• Tschechien
• Türkei
• Ungarn
Division 2

• Armenien
• Aserbaidschan
• Bulgarien
• Dänemark
• Finnland
• Georgien
• Island
• Moldau
• Monaco
• Polen
• Rumänien
• Russland
• Slowenien
• Schweden
• Ukraine
Division 3

• Andorra
• Bosnien und Herzegowina
• Griechenland
• Irland
• Italien
• Kroatien
• Liechtenstein
• Montenegro
• Niederlande
• Nordmazedonien
• Portugal
• Serbien
• Spanien
• Schweiz
• Vereinigtes Königreich
• Zypern

## Arbeit
Rechtsgrundlage ist die Europäische Antifolterkonvention des Europarates aus dem Jahre 1987. Sie erlaubt es dem CPT, jegliche „Haftorte“ (places of detention, lieus de detention) der Vertragsstaaten aufzusuchen und zu inspizieren. Als Haftorte gelten alle Orte, an denen Freiheitsentziehung praktiziert wird. Hierzu zählen u. a.; Polizeizellen, Untersuchungshaftanstalten, Abschiebehafteinrichtungen und Strafanstalten, aber auch geschlossene psychiatrische Anstalten, Anstalten, in denen geschlossene Heimunterbringung praktiziert wird und Altersheime. Es werden nur stichprobenmäßige Besuche abgestattet. Im Anschluss an den Besuch wird ein Bericht mit Empfehlungen an die jeweilige Regierung geschickt. Dieser Bericht und die Antwort der Regierung werden regelmäßig veröffentlicht. Dabei geht es nicht um die Feststellung und Denunziation einzelner Fälle von Folter, sondern um die Identifizierung von „riskanten Situationen“ (situations at risk).

## Besuche und erstellte Berichte (Auswahl)
Die Berichte über die Besuche sind auf den Webseiten des CPT nachzulesen. Zu jeder Inspektion gibt es einen Bericht, zudem wird jährlich ein Gesamtbericht erstellt.
Bis März 2021 wurden insgesamt 470 Besuche von dem Komitee des CPT durchgeführt, darunter waren 274 reguläre Besuche und 196 Besuche, die ad hoc durchgeführt wurden. Im Jahr 2021 sind z. B. Besuche in Österreich, Bulgarien, Lettland, Litauen, Russland, der Schweiz und England vorgesehen.
Das Online-Archiv bietet auf der Website des CPT die Möglichkeit die erstellten Berichte abzurufen, wobei Möglichkeiten bei der Sortierung Aktualität oder eine Ländersuche beinhalten. Die Datenbank enthält über 15.000 Besuchsreporte, sowie eine Reihe von Tätigkeitsberichten und öffentlichen Erklärungen (Stand 2021). Die Stellungnahmen der Regierungen sind ebenfalls im Archiv zu finden.

### Deutschland
Das Komitee hat periodische Besuche in Deutschland in den Jahren 1991, 1996, 2000, 2005, 2010 und 2015 durchgeführt, ferner einen Ad-hoc-Besuch in der Abschiebungshaft auf dem Flughafen in Frankfurt (1998) und einen Ad-hoc-Besuch in Sachen Sicherungsverwahrung. Von dem erneuten Besuch (2018) in der Abschiebungshafteinrichtung Eichstätt wurde berichtet, dass es keine Anhaltspunkte für menschenunwürdige Behandlung gab. Kritikpunkte waren jedoch die unzureichende Ausbildung des Personals, der Einsatz von Mitgefangenen als Dolmetscher sowie die gefängnisartige Unterbringung. In der Presse wurde dagegen überwiegend der sehr kurze Zeitpunkt zwischen der Ankündigung und der eigentlichen Abschiebung kritisiert, der ebenfalls vom CPT bemängelt worden war.

### Österreich
Die Republik Österreich wurde in den Jahren 1990, 1994, 1999, 2004, 2009, 2014 inspiziert.

### Schweiz
Die Schweizer Eidgenossenschaft wurde in den Jahren 1991, 1996, 2001, 2003, 2007, 2011, 2015 und 2021 inspiziert.

### Ukraine
Die Ukraine gehört zu den Ländern, in denen der CPT Verstöße gegen die Europäische Antifolterkonvention feststellen musste. Der Bericht über den Besuch der „Colony 77“, 2020 in Berdyansk stellte einleitend fest, dass unter den Gefangenen offenbar ein Klima der Angst herrsche. Daraus resultierend war der Anteil der Inhaftierten, die sich zu einem Interview bereit erklärten, deutlich niedriger als irgendwo sonst in Europäischen Haftanstalten. Wer bereit war zu sprechen, lehnte eine private Befragung ab und gab öffentlich zu Protokoll, es sei alles normal und es gäbe nichts zu berichten. Ehemalige Inhaftierte, die mittlerweile in anderen Haftanstalten untergebracht waren, berichteten jedoch über ein System von Einschüchterung und Gewalt. Häftlinge, die sich nicht von Anfang an unterordneten, wurde nackt körperlicher Misshandlung (durch Schläge) unterzogen, die unter Beteiligung der Gefangenen umgesetzt wurde. Der Tatbestand der Folter lag bei den, in der Colony 77 angewendeten, Maßnahmen vor. Darüber hinaus wurden Misshandlungen, die mit Hilfe sogenannter „duty prisoners“, durchgeführt wurden, die eigentlich das Personal entlasten sollten, nicht dokumentiert.